# Stereodon mammillatus
Stereodon mammillatus là một loài Rêu trong họ Hypnaceae. Loài này được (Brid.) Warnst. miêu tả khoa học đầu tiên năm 1906.